# Estación de Jerez de los Caballeros
Jerez de los Caballeros es una estación de ferrocarril situada en el municipio español de Jerez de los Caballeros, en la provincia de Badajoz, comunidad autónoma de Extremadura. Las instalaciones cumplen funciones logísticas, si bien carecen de servicios de viajeros.

## Situación ferroviaria
Las instalaciones se encuentran situadas en el punto kilométrico 46,7 de la línea de ferrocarril de ancho ibérico Zafra-Jerez de los Caballeros, a una altitud de más de 500 metros sobre el nivel del mar. El tramo es de vía única sin electrificar. Esta estación constituye la terminal del trazado.

## Historia
Los primeros proyectos para construir una línea férrea que uniera Zafra con Portugal se retrotraen a comienzos del siglo XX, si bien no sería hasta 1931 —bajo iniciativa de la Compañía del Ferrocarril de Zafra a Portugal— en que se iniciaron las obras. Para 1936 los trabajos estaban muy avanzados entre Zafra y Jerez de los Caballeros, entrando en servicio dicho tramo el 15 de noviembre de 1936. El estallido de la Guerra Civil afectó negativamente al desarrollo de las obras en el resto del trazado previsto, que nunca llegó a finalizarse. Esto convirtió a la estación de Jerez de los Caballeros en la terminal de la línea. 
En 1941, con la nacionalización de los ferrocarriles de ancho ibérico, las instalaciones pasaron a integrarse en RENFE. La línea nunca llegó a tener grandes tráficos. Fue concebida originalmente con el objetivo de prolongarse hasta Villanueva del Fresno y se consideró incluso una conexión con el ramal de Reguengos portugués, proyectos que no llegaron a completarse. Los servicios de viajeros entre Zafra y Jerez de los Caballeros fueron suspendidos en 1968, reduciéndose desde entonces la explotación a los convoyes de mercancías.
Desde enero de 2005, con la extinción de la antigua RENFE, el ente Adif es el titular de las instalaciones ferroviarias.